# Mauritania en los Juegos Olímpicos de París 2024
Mauritania estuvo representada en los Juegos Olímpicos de París 2024 por dos deportistas, un hombre y una mujer, que compitieron en dos deportes.
Los portadores de la bandera en la ceremonia de apertura fueron el nadador Camil Doua y la atleta Salam Bouha Ahamdi. El equipo olímpico mauritano no obtuvo ninguna medalla en estos Juegos.